# Haránt szájpadvarrat

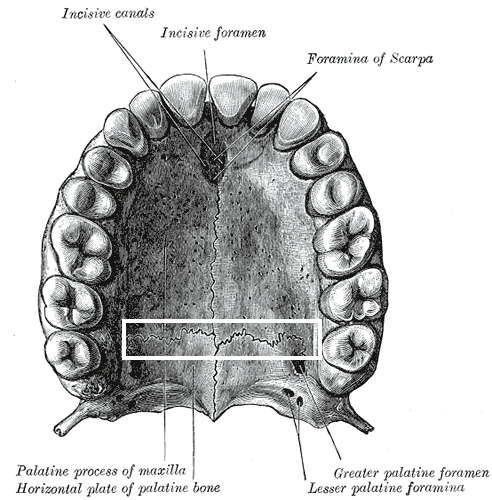
A szájpad alulról (a fehér téglalap jelöli a varratot)

A haránt szájpadvarrat (sutura palatina transversa) egy varrat mely a felső állcsont (maxilla) processus palatinus ossis maxillae-ja és a szájpadcsont (os palatinum) lamina horizontalis ossis palatini nevű része között található.